# Румейкі (Білостоцький повіт)
Румейкі (пол. Rumejki) — село в Польщі, у гміні Юхновець-Косьцельний Білостоцького повіту Підляського воєводства.
Населення — 145 осіб (2011).
У 1975-1998 роках село належало до Білостоцького воєводства.

## Демографія
Демографічна структура станом на 31 березня 2011 року:
|          | Загалом | Допрацездатний вік | Працездатний вік | Постпрацездатний вік |
| -------- | ------- | ------------------ | ---------------- | -------------------- |
| Чоловіки | 77      | 20                 | 43               | 14                   |
| Жінки    | 68      | 11                 | 42               | 15                   |
| Разом    | 145     | 31                 | 85               | 29                   |